# Vicente Ramos Pérez
Vicente Ramos Pérez (Guardamar del Segura, 1919-2 de juny del 2011) fou un historiador i polític valencià. Estudià magisteri i dret a València i es llicencià en filosofia i lletres a la Universitat Central de Madrid el 1943. Treballà a la Caixa d'Estalvis del Mediterrani i fou director honorari de la Biblioteca Gabriel Miró d'Alacant des del 1952 fins al 1983, així com de la Casa Museu d'Azorín. Creà les revistes Verbo i Sigüenza. El 1957 va fer classes de llengua i literatura espanyoles a Estocolm.
Va ser membre de l'Institut d'Estudis Alacantins, de la Real Academia Española de la llengua, de la Reial Acadèmia de la Història i de l'Aula Gabriel Miró. Ha rebut el premi València de poesia i va ser cronista oficial de la província de València, així com fill adoptiu d'Alacant i del Castell de Guadalest.
Durant la Transició espanyola destacà pel seu anticatalanisme i fou un dels pensadors alacantinistes i després [valencianistes] més destacats a Alacant. El 1980 formava part de l'Asociación para la Defensa de los Intereses de Alicante (ADIA). Intentà crear el partit Unión Provincial Alicantina, però a causa del seu fracàs electoral va ingressar en el partit Unió Valenciana, partit pel qual, dins la Coalició Popular, fou elegit diputat per la província d'Alacant a les eleccions generals espanyoles de 1982. Va ser president del partit des de la fundació el 1982 fins a 1984, quan deixa el partit i s'integra en el Grup Mixt fins al 1986. També va ser membre de laReial Acadèmia de Cultura Valenciana.
El 2006 va rebre la Medalla al Mèrit Hernandià de la Fundació Miguel Hernández.

## Obres
- Literatura alicantina 1839-1939 (1966)
- Historia de la provincia de Alicante y su capital (1971)
- La guerra civil en la provincia de Alicante (1972-1974)
- Pancatalanismo entre valencianos (1978)
- Historia parlamentaria, política y obrera de la provincia de Alicante (1988-1992)
- Alicante en el franquismo (1992-1994)
- Historia de la Diputación Provincial de Alicante (2000-2002).